# 贾润兴
贾润兴（1945年—），辽宁瓦房店人，中国人民解放军将领、中国人民武装警察部队中将。 
曾任武警部队副司令员。 2004年，被授予武警中将警衔。2008年，当选第十一届全国政协委员，代表特别邀请人士，分入第五十六组。